# Акколь (Отирарський район)
Акко́ль (каз. Ақкөл) — село у складі Отирарського району Туркестанської області Казахстану. Входить до складу Балтакольського сільського округу.
Населення — 375 осіб (2021; 405 у 2009, 433 у 1999, 438 у 1989).